# Start98

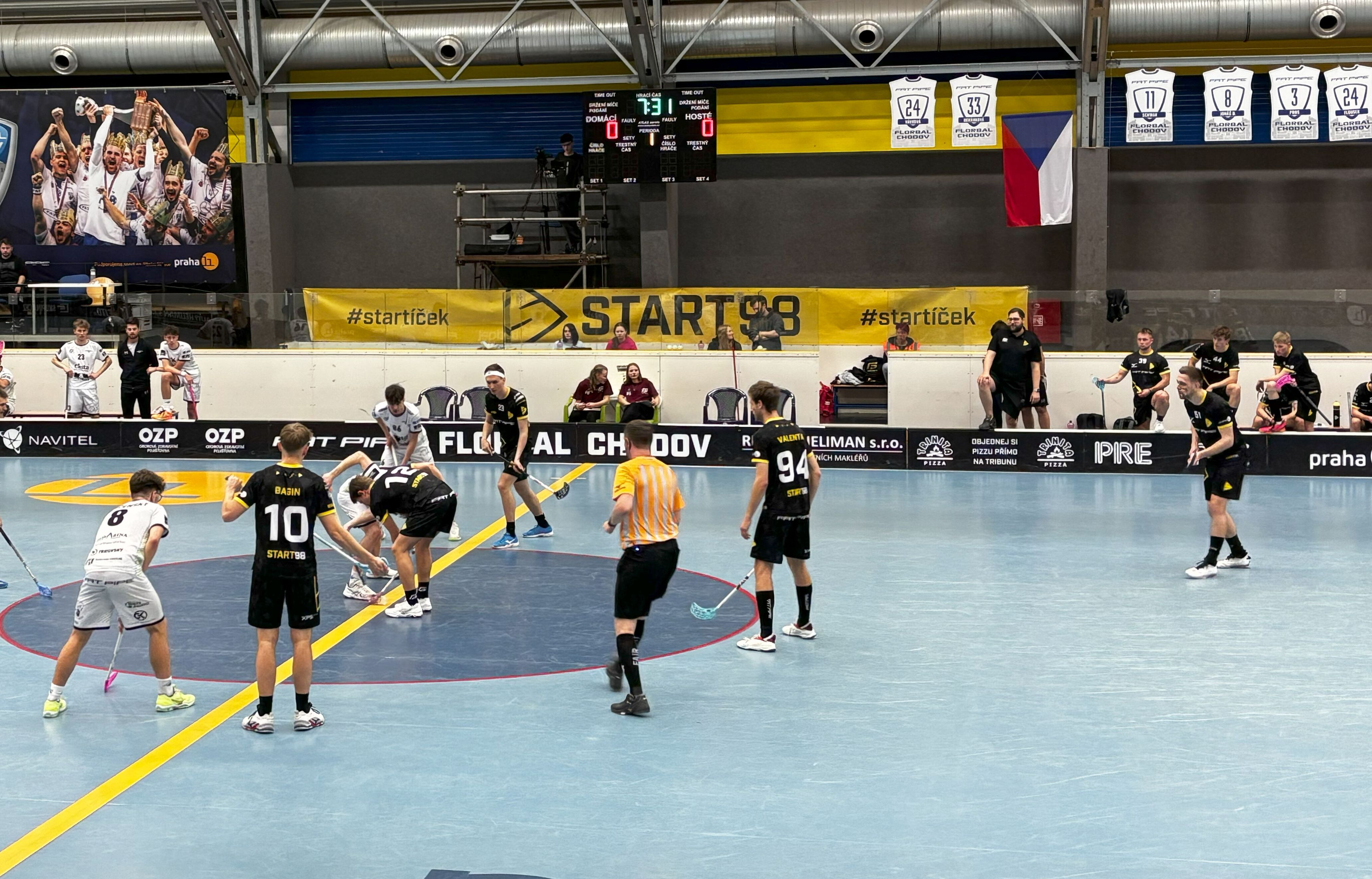
Mužský tým ve finále 2024/2025

Start98 (podle sponzora také FAT PIPE Start98) je florbalový klub z pražských Kunratic založený v roce 1998.
Tým mužů hraje od sezóny 2024/2025 třetí nejvyšší soutěž, Národní ligu mužů. V sezóně 2011/2012 a jedenácti sezónách 2013/2014 až 2023/2024 hrál druhou nejvyšší soutěž, 1. ligu. Největším úspěchem týmu je druhé místo v 1. lize v sezóně 2014/2015 a následná účast v baráži o postup do Superligy.

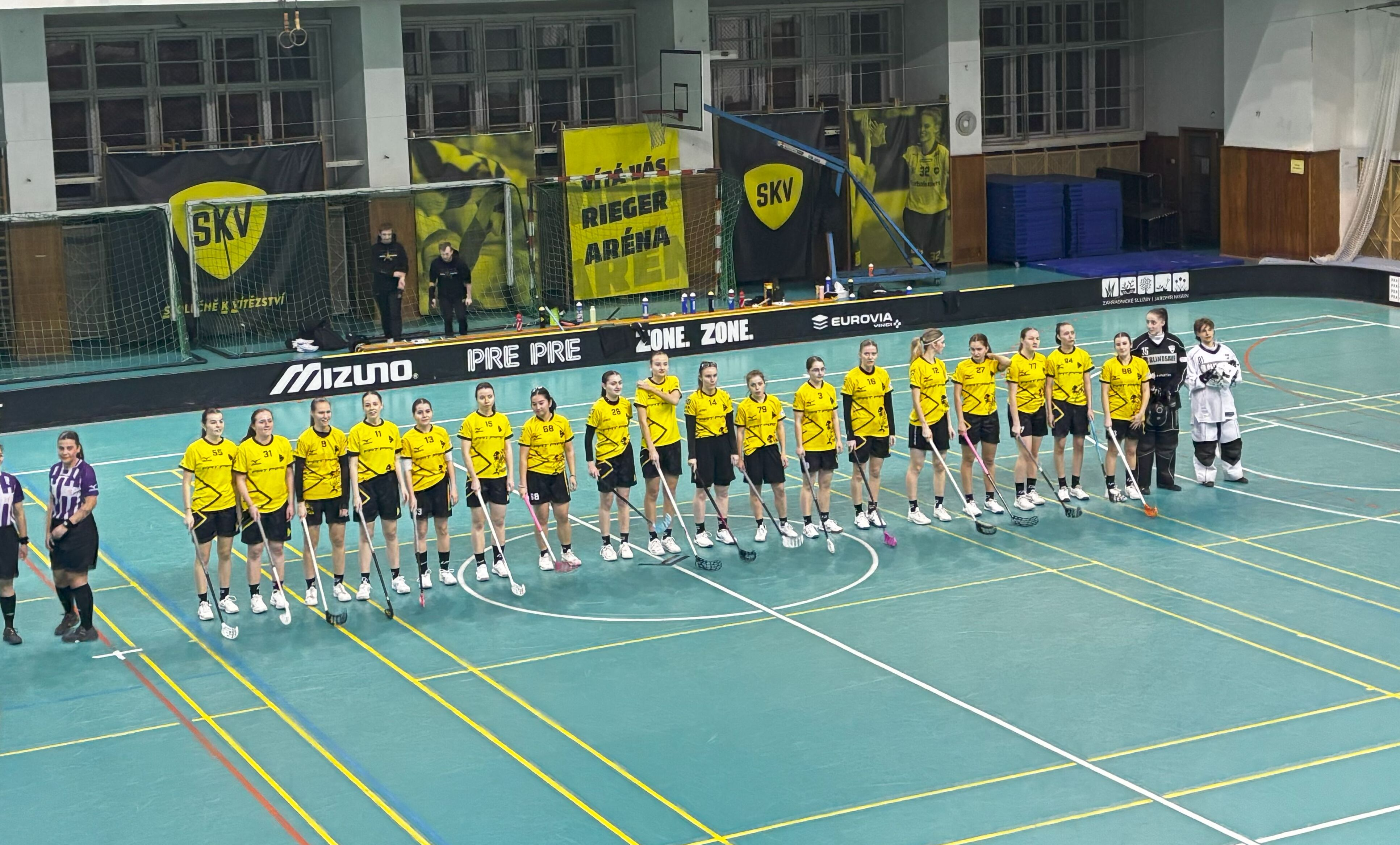
Ženský tým v sezóně 2024/2025

Tým žen hraje od sezóny 2023/2024 druhou nejvyšší soutěž, 1. ligu žen, do které dobrovolně sestoupil z Extraligy. Základ týmu vznikl připojením převážně ženského oddílu Tigers Jižní Město. Tigers byl historicky nejúspěšnějším týmem ženské Extraligy s osmi tituly ze sezón 2006/2007 až 2012/2013 a 2016/2017. Start98 nahradil Tigers v Extralize žen od sezóny 2020/2021 pod názvem Tigers Start98.
Start98 spolupracuje se superligovým a extraligovým oddílem Florbal Chodov v rámci organizace Floorball Group.

## Název
Klub byl založen v roce 1998 pod názvem Start Nusle. Po přestěhování do Kunratic v roce 2007 se přejmenoval na FBC Start98. V roce 2017 vzhledem k finanční podpoře městské části změnil název na Start98 Praha-Kunratice, od roku 2020 pak na Start98 Kunratice. Od roku 2022 se jmenuje již jen Start98.

## Mužský tým

### Sezóny
| Sezóna    | Úroveň | Soutěž       | Umístění | Poznámka |
| --------- | ------ | ------------ | -------- | --- |
| 2010/2011 | 3      | 2. liga      |          | Výhra ve 2. kole play-up proti FBC Plzeň – Postup do vyšší ligy |
| 2011/2012 | 2      | 1. liga      | 12.      | Prohra v 1. kole play-down proti FBC Plzeň – Sestup do nižší ligy |
| 2012/2013 | 3      | 2. liga      |          | Prohra v 2. kole play-up proti FBC Vikings Kopřivnice – Dodatečný postup do vyšší ligy z důvodu sloučení týmů AC Sparta Praha a SSK Future a nepřihlášení týmu Florbal Havířov |
| 2013/2014 | 2      | 1. liga      | 11.      | Výhra v baráži proti FBC Štíři Č. Budějovice |
| 2014/2015 | 2      | 1. liga      | 2.       | Prohra ve finále play-off proti SK Bivoj Litvínov – Prohra v baráži proti TJ Sokol Královské Vinohrady                                                                         |
| 2015/2016 | 2      | 1. liga      | 3.       | Vypadnutí v semifinále play-off proti FBC Kanonýři Kladno |
| 2016/2017 | 2      | 1. liga      | 6.       | Vypadnutí v semifinále play-off proti FBC Pullo Trade Česká Lípa |
| 2017/2018 | 2      | 1. liga      | 7.       | Vypadnutí ve čtvrtfinále play-off proti Black Angels |
| 2018/2019 | 2      | 1. liga      | 9.       | Udržení v lize |
| 2019/2020 | 2      | 1. liga      | 7.       | Sezóna ukončena po dvou prohraných zápasech čtvrtfinále play-off proti FB Hurrican Karlovy Vary                                                                                |
| 2020/2021 | 2      | 1. liga      | 11.      | Sezóna ukončena po neúplných sedmi odehraných kolech základní části |
| 2021/2022 | 2      | 1. liga      | 8.       | Vypadnutí ve čtvrtfinále play-off proti Florbal Ústí |
| 2022/2023 | 2      | 1. liga      | 11.      | Výhra v baráži proti FBŠ Slavia Fat Pipe Plzeň |
| 2023/2024 | 2      | 1. liga      | 11.      | Prohra v baráži proti Florbal Primátor Náchod – Sestup do nižší ligy |
| 2024/2025 | 3      | Národní liga |          | Prohra ve finále play-off proti FbC Písek – Prohra v baráži proti Sokol Brno I EMKOCase Gullivers                                                                              |

### Známí trenéři
- Zdeněk Skružný (2014–2015)
- Radim Cepek (2016–2017)

## Ženský tým

### Sezóny
| Sezóna                                                                      | Úroveň | Soutěž    | Umístění | Poznámka |
| --------------------------------------------------------------------------- | ------ | --------- | -------- | --- |
| Před sezónou 2020/2021 se sloučil se Startem ženský klub Tigers Jižní Město |        |           |          | |
| 2020/2021                                                                   | 1      | Extraliga | 9.       | Play-down zrušeno, protože sezóna 1. ligy nebyla dohrána                                                                              |
| 2021/2022                                                                   | 1      | Extraliga | 7.       | Vypadnutí ve čtvrtfinále play-off proti PSN Tatran Střešovice                                                                         |
| 2022/2023                                                                   | 1      | Extraliga | 8.       | Vypadnutí ve čtvrtfinále play-off proti FAT PIPE Florbal Chodov – Tým se v další sezóně přihlásil do 1. ligy                          |
| 2023/2024                                                                   | 2      | 1. liga   | 2.       | Prohra ve finále play-off proti FBC Dobruška – Výhra v baráži proti TJ Znojmo LAUFEN CZ – Tým nevyužil možnosti postupu do vyšší ligy |
| 2024/2025                                                                   | 2      | 1. liga   |          | Vypadnutí ve čtvrtfinále play-off proti Prague Tigers Nehvizdy                                                                        |

### Známí trenéři
- Karolína Šatalíková (2020–2022)